# 오퍼섬쥐
오퍼섬쥐(Rattus marmosurus)는 쥐과에 속하는 설치류 포유류이다. 인도네시아 술라웨시섬 북부와 중부 지역에서 발견된다.